# 7月19日 (旧暦)
旧暦7月19日（きゅうれきしちがつじゅうくにち）は、旧暦7月の19日目である。六曜は先勝である。

## できごと
- 文治5年（ユリウス暦1189年9月1日） - 源頼朝が奥州平泉の藤原泰衡追討の為に鎌倉を出発
- 明応元年（ユリウス暦1492年8月12日） - 疫病などのため延徳より明応に改元
- 元治元年（グレゴリオ暦1864年8月20日） - 禁門の変（蛤御門の変）

## 忌日
- 承平元年（ユリウス暦931年9月3日） - 宇多天皇、59代天皇（* 867年）
- 寛平5年（ユリウス暦893年9月3日） - 在原行平、歌人（* 818年）
- 治安元年（ユリウス暦1021年8月29日） - 源頼光、武将・藤原道長の側近（* 948年）
- 嘉承2年（ユリウス暦1107年8月9日） - 堀河天皇、73代天皇（* 1079年）
- 元暦元年（ユリウス暦1184年8月26日） - 佐々木秀義、武将（* 1112年）
- 天文10年（ユリウス暦1541年8月10日） - 北条氏綱、武将，北条早雲の子（* 1486年）
- 文政12年（グレゴリオ暦1829年8月18日） - 菅江真澄、紀行文作者（* 1754年）
- 天保13年（グレゴリオ暦1842年8月24日） - 柳亭種彦、小説家（* 1783年）
- 元治元年（グレゴリオ暦1864年8月20日） - 来島又兵衛、長州藩士（* 1817年）
- 元治元年（グレゴリオ暦1864年8月20日） - 久坂玄瑞、長州藩士（* 1840年）